# Kuurne
Kuurne (în franceză Cuerne) este o comună neerlandofonă situată în provincia Flandra de Vest, regiunea Flandra din Belgia. La 1 ianuarie 2008 avea o populație totală de 12.649 locuitori. 

## Geografie
Suprafața totală a comunei este de 10,01 km². Comuna este Kuurne formată din mai multe localități. Acestea sunt:
| - I. Kuurne - II. Sint-Katrien - III. Sint-Pieter |

Localitățile limitrofe sunt:
- Comuna Kortrijk:
  - a. Kortrijk
  - b. Heule
- Comuna Lendelede:
  - c. Lendelede
- Comuna Harelbeke:
  - d. Hulste
  - e. Bavikhove
  - f. Harelbeke

## Personalități
- Évariste Carpentier (1845–1922), pictor belgian